# Śródborze (powiat ciechanowski)
Śródborze – wieś w Polsce, położona w województwie mazowieckim, w powiecie ciechanowskim, w gminie Glinojeck.
| SIMC    | Nazwa   | Rodzaj    |
| ------- | ------- | --------- |
| 0114896 | Głodowo | część wsi |
| 0114904 | Marylin | część wsi |
| 0114910 | Zarośle | część wsi |

Wierni Kościoła rzymskokatolickiego należą do parafii św. Stanisława Biskupa Męczennika w Glinojecku.
W latach 1975–1998 miejscowość należała administracyjnie do województwa ciechanowskiego.